# 慶佐次
慶佐次（けさし、げさし）は沖縄県国頭郡東村の大字。
かつて存在した慶佐次村(げさしむら)についても当記事で扱う。

## 慶佐次村
慶佐次村は、1908年（明治41年）まで琉球王国および沖縄県に存在した村。

### 歴史
北山世主の子孫とされる慶佐次大主の一族が移り住んだのが村の始まりとされる。当初は名護間切に所属し、『琉球国高究帳』には「名護間切げさす村」との名が見えるが、1673年（康煕12年）には久志間切に配されたと考えられ、『中山伝信録』にある「久志間切宜作次」が同村だと推定されている。1879年（明治12年）に沖縄県、1896年（明治29年）に国頭郡の一部となった。1908年（明治41年）に久志村に合併され、同村の字となった。
近隣の有銘村はの慶佐次村の分村とされ、「アルミ・ギサシ」と併せて呼ばれる。また、沖縄県のノロについて研究した宮城栄昌は、有銘ノロの管轄が有銘村と慶佐次村の二村だったとしている。

### 施設
- ヨリアゲマキウ嶽 - 慶佐次村の御嶽。有銘ノロの拝所[2]。
- 慶佐次湊[2]

### 人口
- 1880年（明治13年） - 46世帯・227人（男126人・女101人）[4]

## 慶佐次区
慶佐次（げさし、ぎさし）は、沖縄県国頭郡東村の大字。

### 地理
国頭山地から有銘湾に注ぐ慶佐次川下流に位置する集落。

#### 地形
- 慶佐次川
- 慶佐次湾

- 慶佐次湾のヒルギ林 - 慶佐次川下流の汽水域にあるマングローブ林地帯。

- ユアギムイ（ユアギマク） - 集落東側にある森林地帯。村落では重要な拝所であり、『琉球国由来記』にあるヨリアギマキウ嶽が同地とされている[1]。

### 歴史
1908年（明治41年）以降、久志村の字として存続していたが、1923年（大正12年）には字慶佐次を含めた久志村北部が東村として分村し、東村の字として存続している。

### 施設
- 慶佐次通信所 - 在日米軍基地。
- 慶佐次漁港
- 東村ふれあいヒルギ公園
- 慶佐次ウッパマビーチ

### 交通

#### 道路
- 国道331号

#### バス
- 東村コミュニティバス
  - 平良・源河線

### 統計
|        | 世帯数 | 人口 |
| ------ | ------ | ---- |
| 1970年 | 45     | 177  |
| 2010年 | 73     | 160  |